# Douches municipales
Bains-douches redirige ici. Pour la boîte de nuit, voir Les Bains Douches.

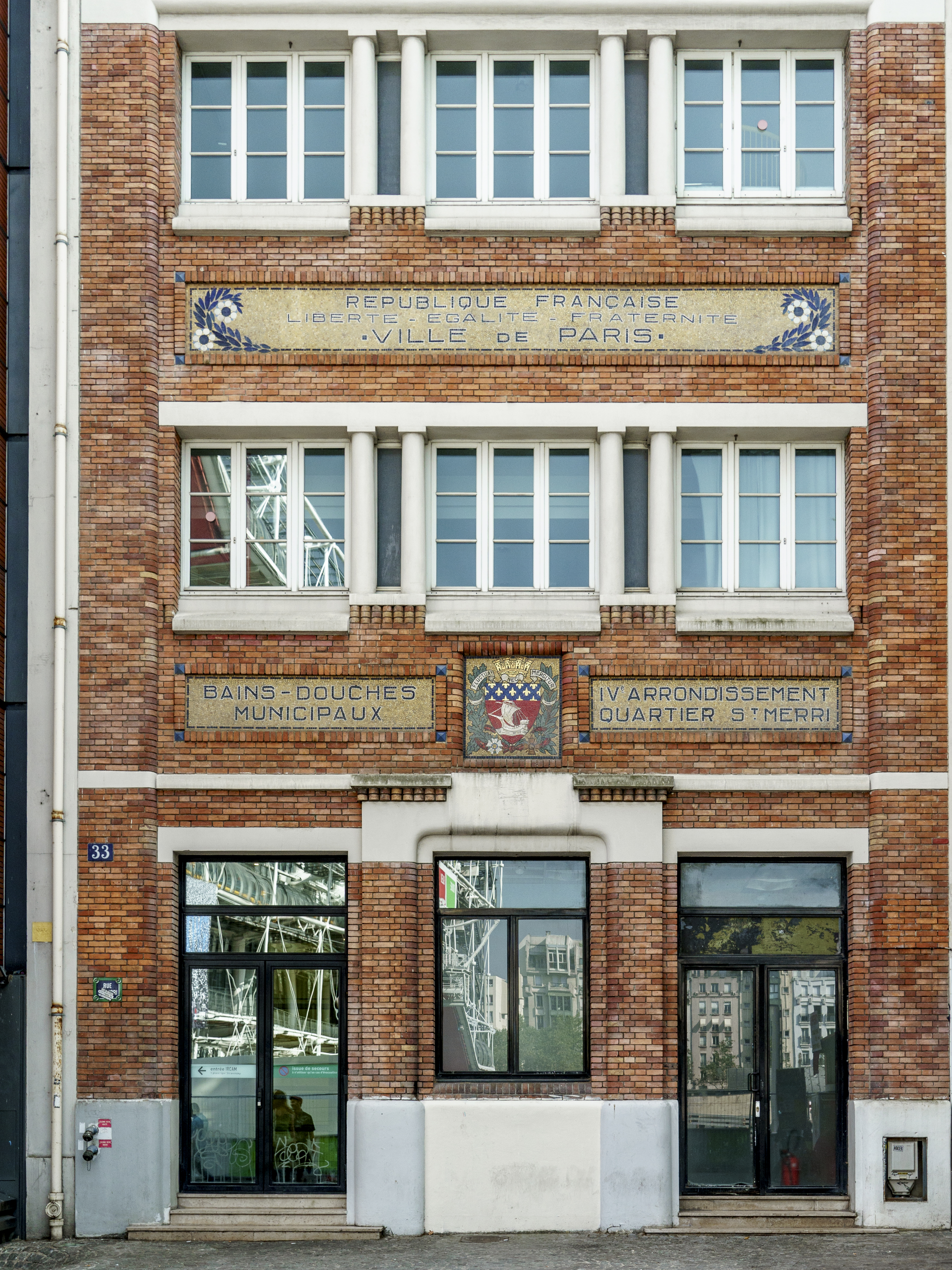
Paris Bain-douche Saint-Merri.

Les douches municipales, également appelées bains-douches, constituent un service public d’hygiène des municipalités françaises.

## Historique
Initialement, les douches municipales sont destinées aux personnes qui n'étaient pas équipées de l'eau courante. Venant s'ajouter aux fontaines publiques et aux vespasiennes, elles naissent à la fin du XIXe siècle, dans le mouvement hygiéniste et de réorganisation des villes, en particulier dans les villes ouvrières liées au socialisme municipal.
Payantes, elles se généralisent dans les années 1920-1930, sont modernisées dans les années 1950 et ont tendance à fermer dans les années 1980, mais sont encore un service public dans certaines communes.

## Paris

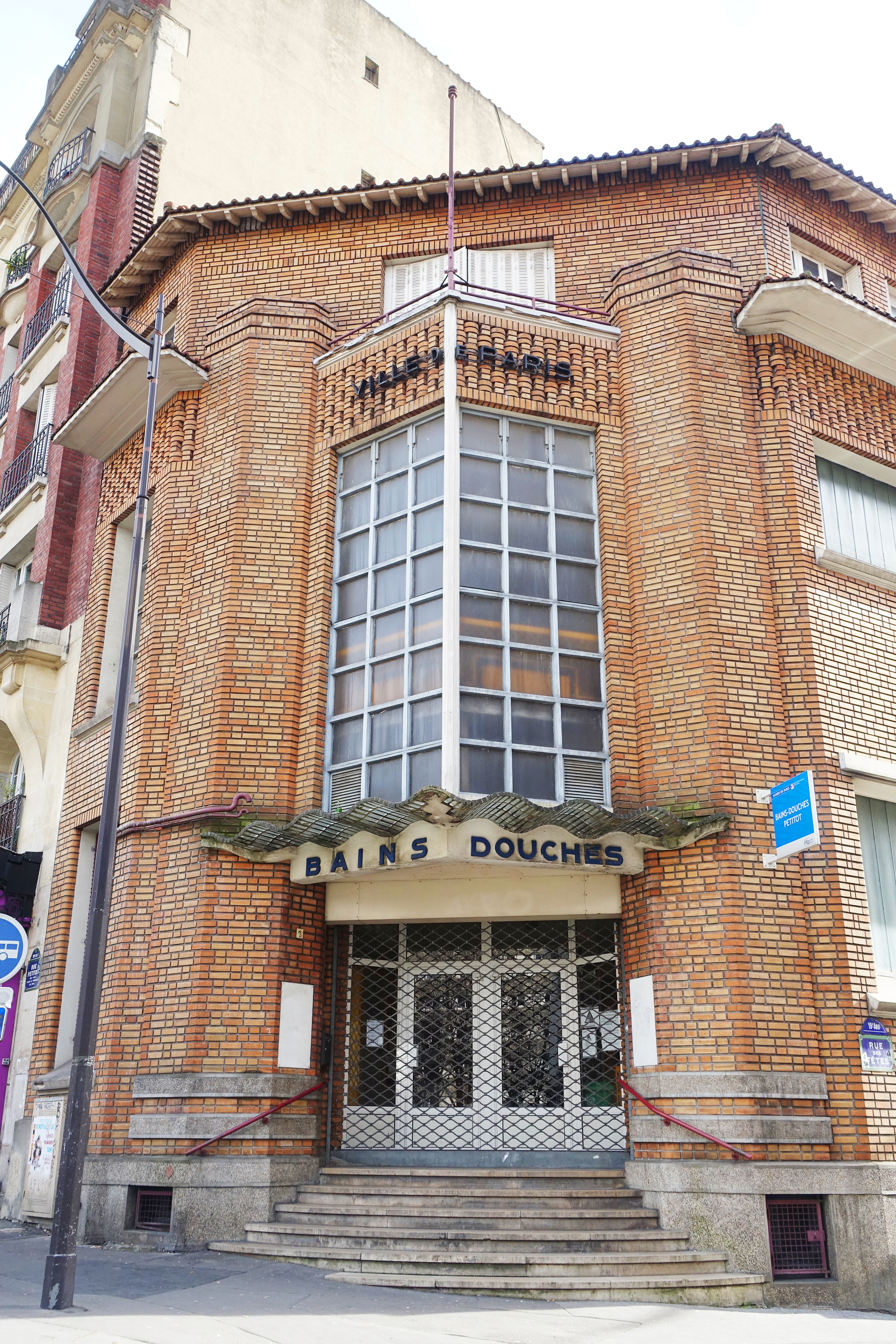
Les bains-douches Petitot.

À Paris, il existe dix-sept bains-douches municipaux, répartis dans dix arrondissements. La mairie de Paris met gratuitement ces bains-douches à la disposition de tous, en cabine individuelle, mais le nécessaire de toilette doit parfois être apporté par les utilisateurs.
En février 2023, Léa Filoche, adjointe à la maire de Paris, rapporte que  550 000 douches ont été prises en 2021 dans les 17 établissements de Paris. Avant la crise sanitaire, c'était 900 000 douches  par an.
- Bain-douche des Deux-Ponts : 8, rue des Deux-Ponts, 4e arrondissement
- Bain-douche Saint-Merri : 18, rue du Renard, 4e arrondissement
- Bain-douche Lacepède : 50, rue Lacépède, 5e arrondissement
- Bain-douche Rome : 43-45, rue de Rome, 8e arrondissement
- Bain-douche Oberkampf : 42, rue Oberkampf, 11e arrondissement
- Bain-douche Audubon : 11, rue Audubon, 12e arrondissement
- Bain-douche Charenton : 188, rue de Charenton, 12e arrondissement
- Bain-douche Butte-aux-Cailles : 5, place Paul-Verlaine, 13e arrondissement
- Bain-douche Blomet : 17, rue Blomet, 15e arrondissement
- Bain-douche Les Amiraux : 6, rue Hermann-Lachapelle, 18e arrondissement
- Bain-douche Ney : 134, boulevard Ney, 18e arrondissement
- Bain-douche Meaux : 18, rue de Meaux, 19e arrondissement
- Bain-douche Petitot : 1, rue Petitot, 19e arrondissement
- Bain-douche Rouvet : 1, rue Rouvet, 19e arrondissement
- Bain-douche Bidassoa : 27, rue de la Bidassoa, 20e arrondissement
- Bain-douche des Haies : 27, rue des Haies, 20e arrondissement
- Bain-douche Pyrénées : 296, rue des Pyrénées, 20e arrondissement

## En banlieue
- Au 109, avenue du Président-Wilson à Saint-Denis[5],[6]

## Province
Quelques établissements (liste non exhaustive) : 
- Bains-douches d'Abbeville
- Bains-douches de Laval
- Bains-douches de Thouars
- Bains Lillois
- Bains-douches de la cité-jardin de Suresnes
- Bains-douches d'Albi
- Bains et douches publics à Port-Jérôme-sur-Seine
- Bains et douches publics à Mayenne
- Bains et douches publics à Mouvaux
- Bains et douches publics à Roubaix
- Bains et douches publics à Pont-sur-Sambre
- Bains et douches publics à Clapiers
- Bains et douches publics à Baillargues
- Bains et douches publics à Cazouls-lès-Béziers
- Bains et douches publics à Saint-Jean-de-Monts
- Bains et douches publics à Gréoux-les-Bains
- Bains et douches publics à Arles
- Bains et douches publics à Doué-en-Anjou
- Bains et douches publics à Grenoble
- Bains et douches publics à Lille
- Bains et douches publics à Rouen
- Bains et douches publics au Havre
- Bains et douches publics à Caluire-et-Cuire
- Bains et douches publics à Carqueiranne
- Bains et douches publics à Villepreux
- Bains et douches publics à Poissy
- Bains et douches publics à Argenteuil
- Bains et douches publics à Courbevoie
- Bains et douches publics à Juvisy-sur-Orge
- Bains et douches publics à Reims
- Bains et douches publics à Épernay
- Bains et douches publics à Chambray-lès-Tours
- Bains et douches publics à Saint-Malo
- Bains et douches publics à Cesson-Sévigné
- Bains et douches publics à Dijon
- Bains et douches publics à Gennevilliers
- Bains et douches publics à Saint-Denis
- Bains et douches publics à Coubron
- Bains et douches publics à Coulommiers
- Bains et douches publics à Laveissière

## Galerie de photographies

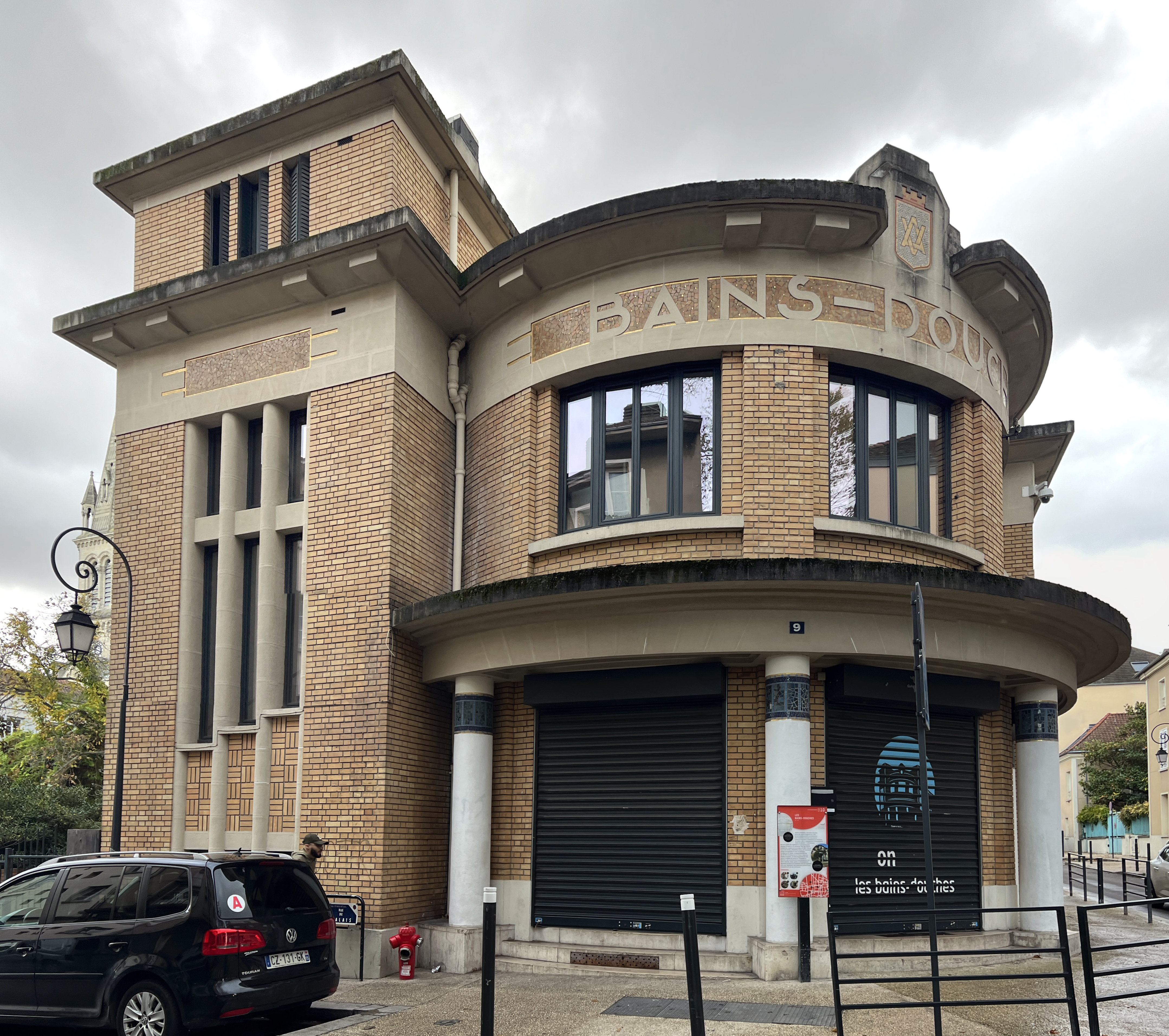
Argenteuil.
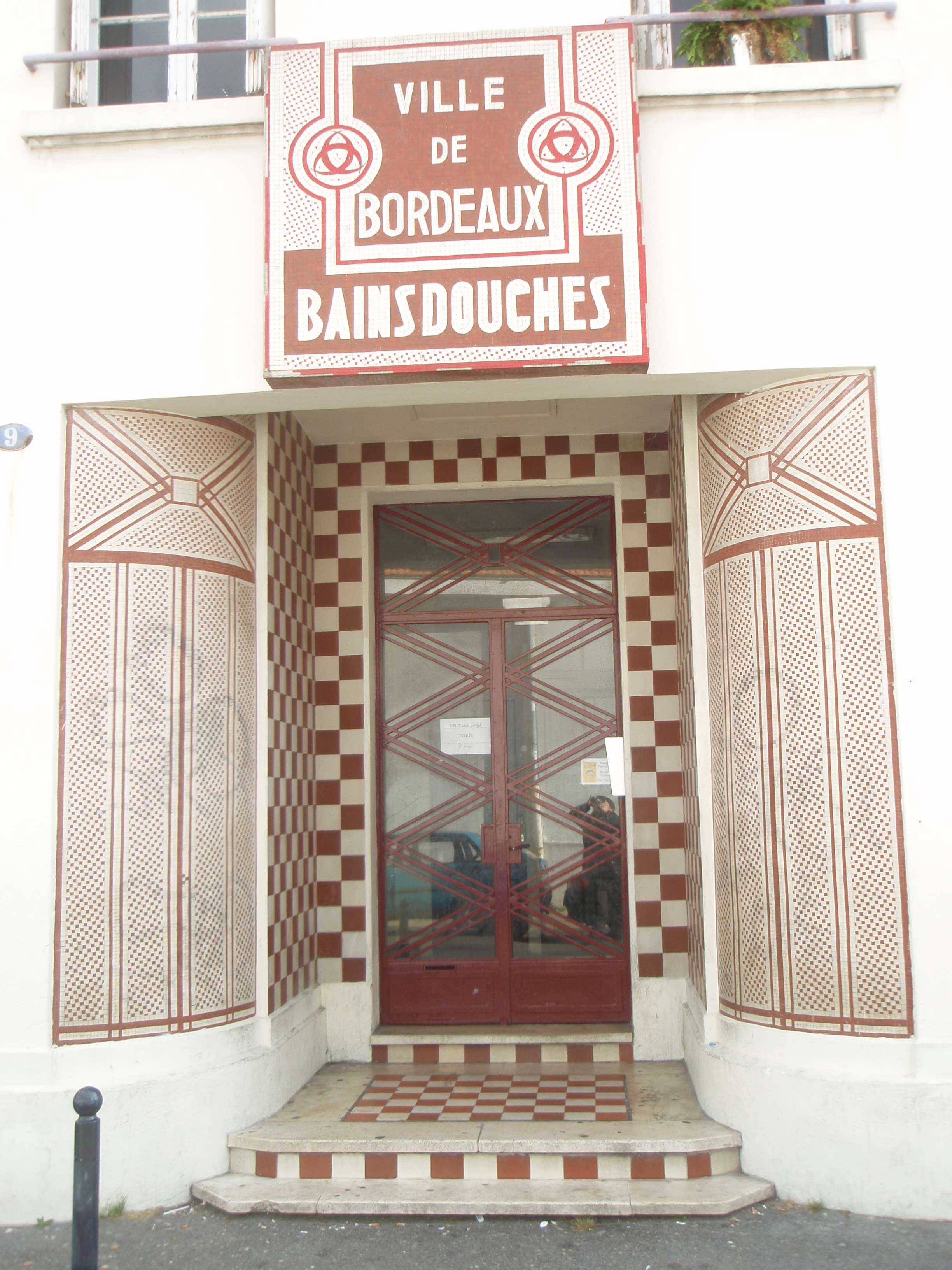
Bordeaux.
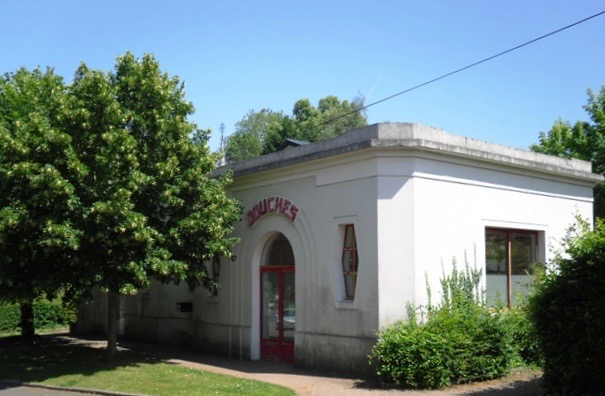
Limours.
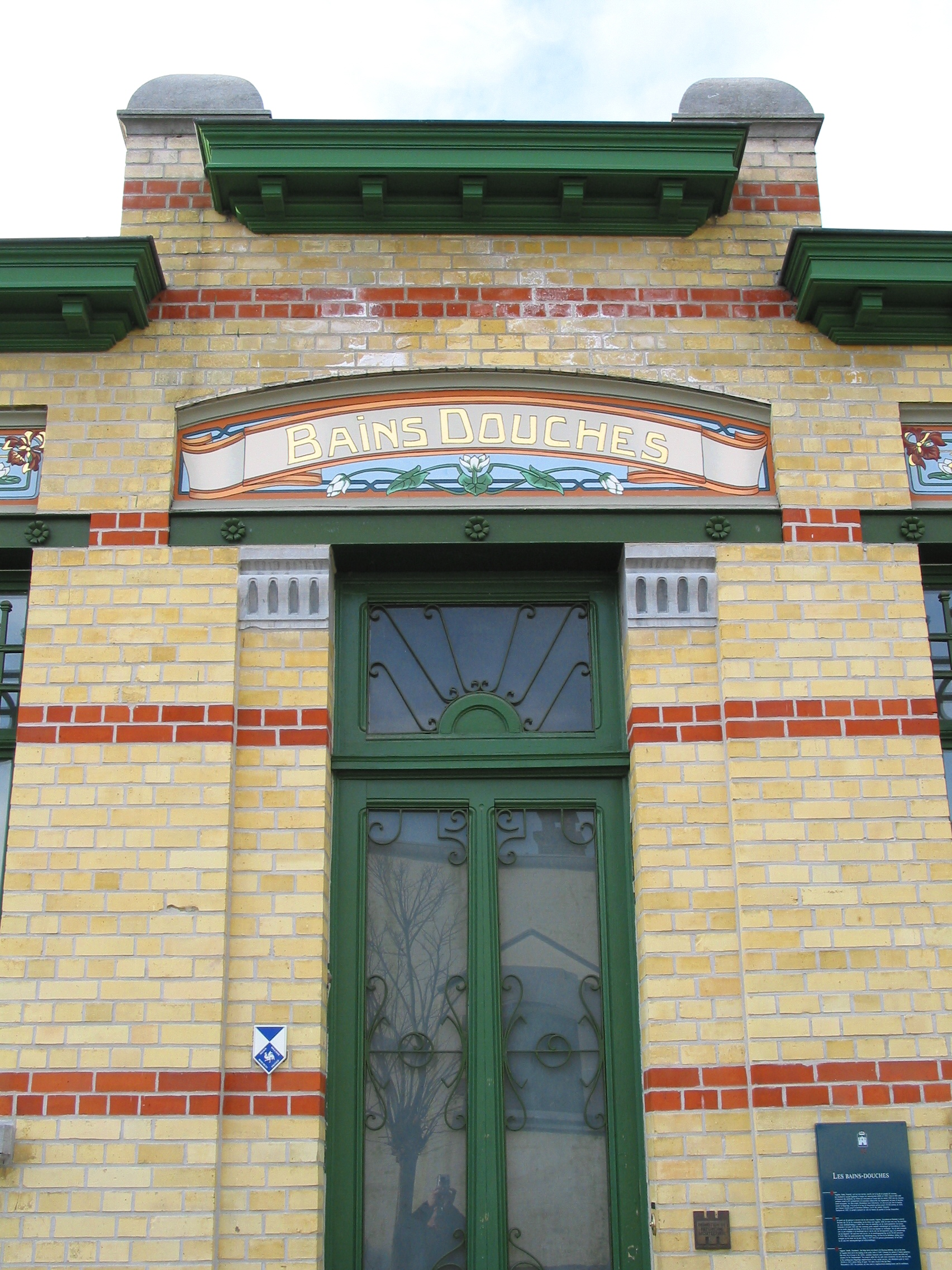
Mons.
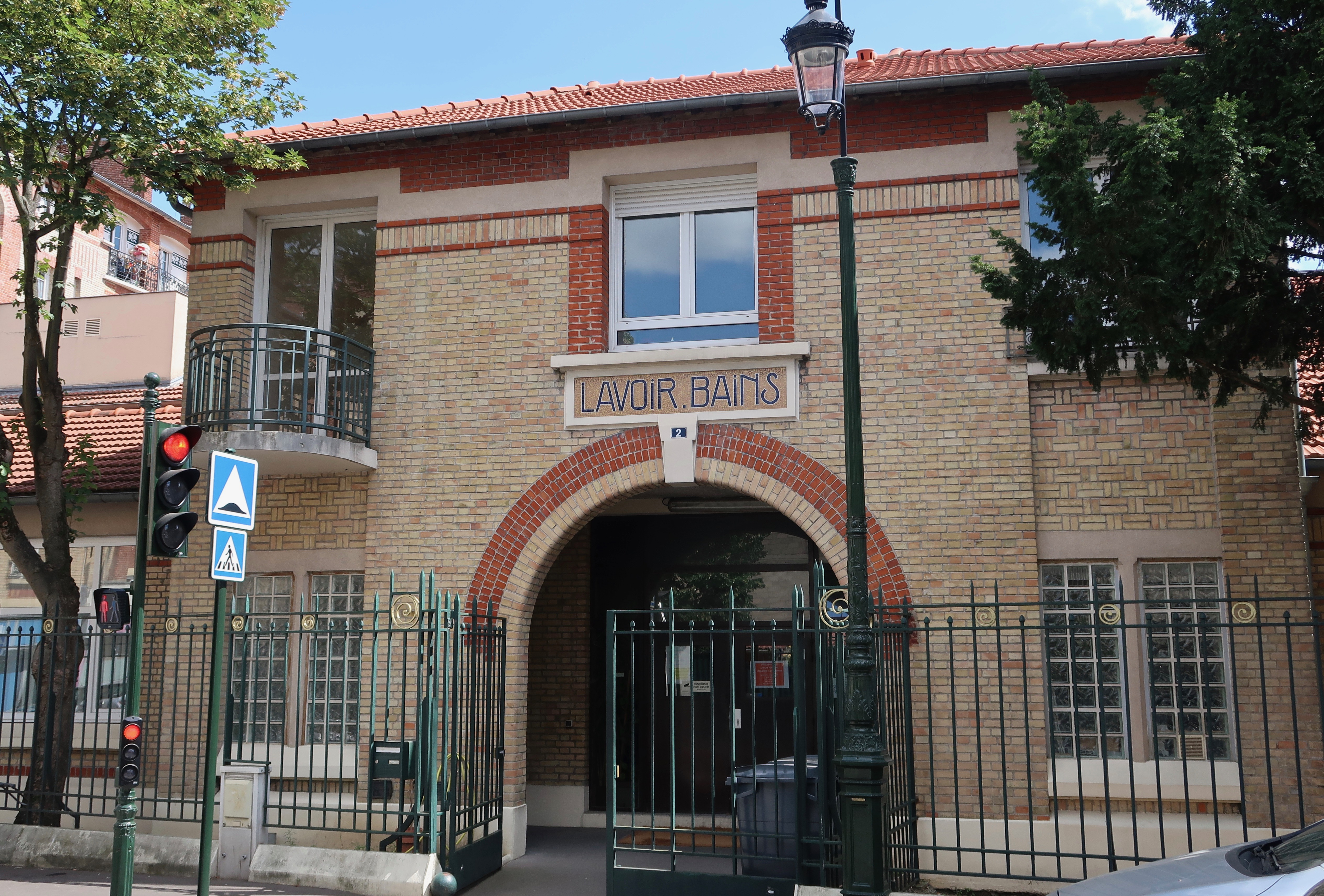
Puteaux.
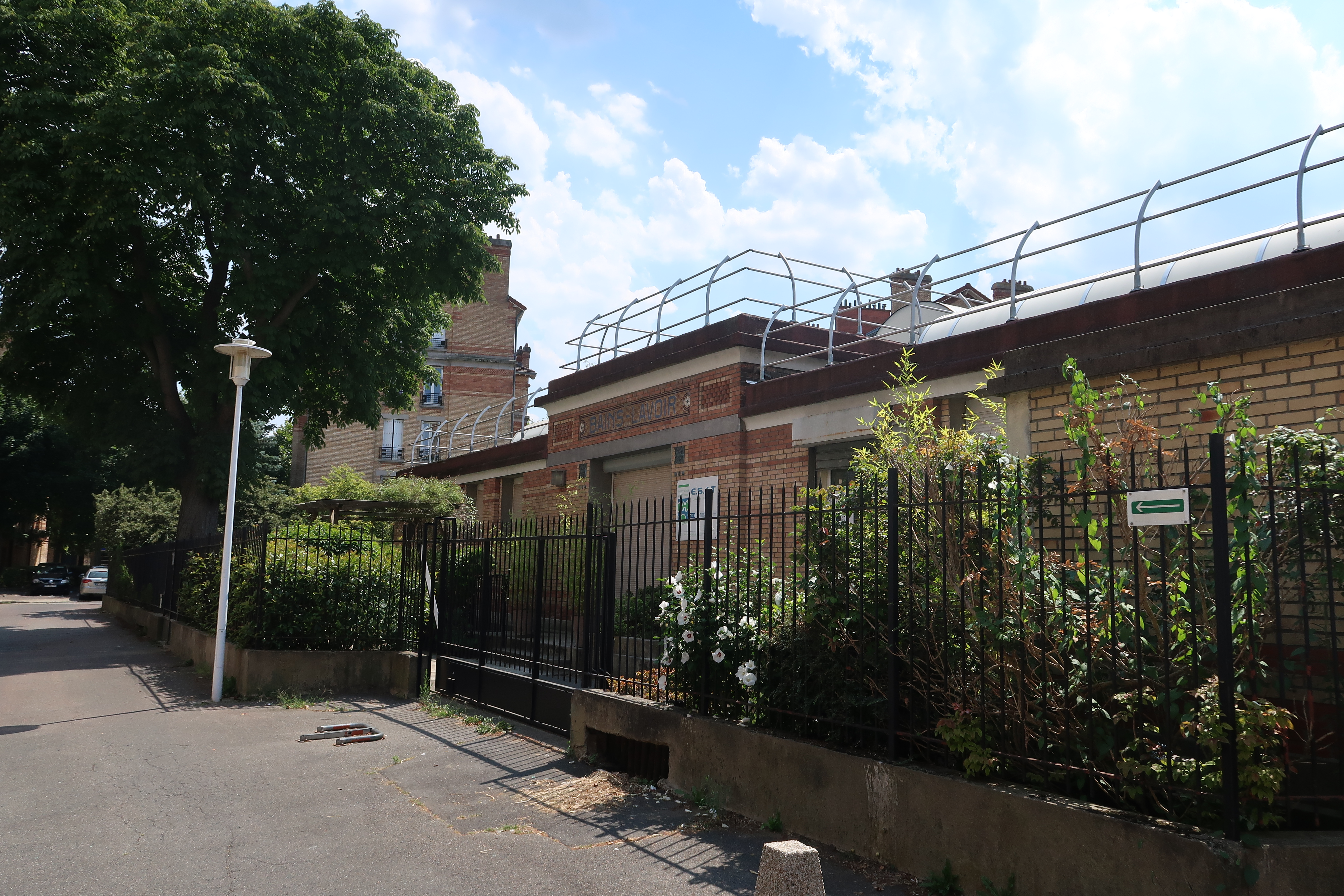
Suresnes.